# Жулавкі (Поморське воєводство)
Жулавкі (пол. Żuławki) — село в Польщі, у гміні Стеґна Новодворського повіту Поморського воєводства.
Населення — 602 особи (2011).
У 1975-1998 роках село належало до Ельблонзького воєводства.

## Демографія
Демографічна структура станом на 31 березня 2011 року:
|          | Загалом | Допрацездатний вік | Працездатний вік | Постпрацездатний вік |
| -------- | ------- | ------------------ | ---------------- | -------------------- |
| Чоловіки | 305     | 66                 | 218              | 21                   |
| Жінки    | 297     | 56                 | 183              | 58                   |
| Разом    | 602     | 122                | 401              | 79                   |